# Шевченки (Мачухівська сільська громада)
Шевче́нки — село в Україні, у Мачухівській сільській громаді Полтавського району Полтавської області. Населення становить 170 осіб. До 2017 орган місцевого самоврядування — Судіївська сільська рада.

## Географія
Село Шевченки знаходиться за 3 км від сіл Судіївка, Снопове та Бондури. Поруч проходить автомобільна дорога М22 (E584).

## Населення

### Мова
Розподіл населення за рідною мовою за даними перепису 2001 року:
| Мова       | Кількість | Відсоток |
| ---------- | --------- | -------- |
| українська | 241       | 98.77%   |
| російська  | 3         | 1.23%    |
| Усього     | 244       | 100%     |

## Історія
12 червня 2020 року, відповідно до розпорядження Кабінету Міністрів України № 721-р «Про визначення адміністративних центрів та затвердження територій територіальних громад Полтавської області», село увійшло до складу Мачухівської сільської громади.
19 липня 2020 року, в результаті адміністративно - територіальної реформи та ліквідації Полтавського району(1925—2020), село увійшло до складу новоутвореного Полтавського району.

## Економіка
- Молочнотоварна ферма.